# Abdurrahman Wahid
Abdurrahman Wahid (7 tháng 9 năm 1940 - 30 tháng 12 năm 2009), là người lãnh đạo tôn giáo và chính trị Hồi giáo người Indonesia, cũng từng là Tổng thống Indonesia từ năm 1999 đến năm 2001.
Là chủ tịch lâu năm của Nahdlatul Ulama và là người sáng lập ra Đảng Khởi sự Quốc gia (PKB), Wahid là vị tổng thống đầu tiên của Indonesia sau khi Suharto từ chức vào năm 1998.
Tên gọi phổ biến của ông là Gus Dur, có nguồn gốc từ Gus, một tôn kính chung của một con trai của kyai, từ dạng ngắn của bagus ("chàng trai đẹp trai" trong ngôn ngữ Java); Và Dur, tên ngắn của ông, Abdurrahman.
Abdurrahman ad-Dakhil Wahid sinh ngày mồng bảy tháng 8 năm lịch Hồi giáo năm 1940 tại Jombang, Đông Java với Abdul Wahid Hasyim và Siti Solichah. Điều này dẫn đến niềm tin rằng ông sinh ngày 4 tháng 8; Thay vào đó, sử dụng lịch Hồi giáo để đánh dấu ngày sinh của ông có nghĩa là ông đã được sinh ra trên 4 Sha'aban, tương đương với 7 tháng 9 năm 1940.

## Cuộc sống cá nhân
Wahid đã kết hôn với Sinta Nuriyah và có bốn cô con gái: Alissa Qotrunnada Munawaroh, Zannuba Arifah Chafsoh (nổi tiếng là Yenny Wahid), Annita Hayatunnufus, và Inayah Wulandari.

### Qua đời
Vào cuối tháng 12 năm 2009, mặc dù tình trạng sức khoẻ yếu kém và một cuộc viếng thăm bệnh viện gần đây, Wahid đã yêu cầu được đưa đến thăm Rembang (nằm ở Trung Java) và Jombang. Trong chuyến đi, tình trạng sức khoẻ của ông xấu đi và Wahid đã được nhập viện tại Jombang vào ngày 24 tháng 12 năm 2009. Ông bị chuyển đến bệnh viện Cipto Mangunkusumo ở Central Jakarta vào ngày hôm sau để được lọc máu. Ông cũng đã được giải phẫu nha khoa vào ngày 28 tháng 12 sau khi phàn nàn về đau răng Wahid qua đời vào ngày 30 tháng 12 lúc khoảng 6 giờ 45 chiều giờ địa phương (UTC + 7) do các biến chứng từ rối loạn thận, bệnh tim và tiểu đường. Tổng thống Susilo Bambang Yudhoyono đã đến thăm Wahid ngay trước khi ông qua đời. Một đám tang của nhà nước đã được tổ chức cho Wahid vào ngày 31 tháng 12, và các lá quốc kì đã treo rủ trong bảy ngày. Ông được chôn bên cạnh ông nội và cha mẹ tại quê hương ông, Jombang, Đông Java.